# Alosa
Alosa ist eine Fischgattung, die zu den Heringsartigen gehört. Sie unterscheiden sich von anderen Gattungen in dieser Familie durch ihren höheren Körper und die Tatsache, dass sie in Süßwasserflüssen ablaichen. Das Verbreitungsgebiet der Alosa-Arten erstreckt sich über den Atlantik und das Mittelmeer. Die Jungfische der Gattung Alosa leben für ein bis zwei Jahre im Süßwasser.
Einzelne Arten der Gattung Alosa hatten eine Bedeutung für die menschliche Ernährung. Besonders stark befischt wurde diese Gattung während des 18. Jahrhunderts. Traditionell wurden sie zusammen mit Lachsen gefangen. An der Ostküste der USA wird insbesondere der Kaviar dieser Fischarten sehr geschätzt. Durch die Verschmutzung vieler Flüsse sind einzelne Arten aus dieser Gattung mittlerweile selten geworden. Der zu dieser Gattung gehörende Maifisch (auch "Alse", Alosa alosa) war Fisch des Jahres 2004 in Deutschland.

## Arten
- Alosa aestivalis (Mitchill, 1814)
- Alosa agone (Scopoli, 1786)
- Alosa alabamae Jordan & Evermann in Evermann, 1896
- Maifisch (Alosa alosa) (Linnaeus, 1758)
- Alosa braschnikowi (Borodin, 1904)
- Alosa caspia (Eichwald, 1838)
- Alosa chrysochloris (Rafinesque, 1820)
- Alosa curensis (Suvorov, 1907)
- Finte (Alosa fallax) (Lacepède, 1803)
- Alosa immaculata Bennett, 1835
- Alosa kessleri (Grimm, 1887)
- Alosa killarnensis Regan, 1916
- Alosa macedonica (Vinciguerra, 1921)
- Alosa maeotica (Grimm, 1901)
- Alosa mediocris (Mitchill, 1814)
- Alosa pontica (Eichwald, 1838)
- Alosa pseudoharengus (Wilson, 1811)
- Alosa sapidissima (Wilson, 1811)
- Alosa saposchnikowii (Grimm, 1887)
- Alosa sphaerocephala (Berg, 1913)
- Alosa suworowi (Berg, 1913)
- Alosa tanaica (Grimm, 1901)
- Alosa vistonica Economidis & Sinis, 1986
- Alosa volgensis (Berg, 1913)